# Michael Madsen (skuespiller)
 Der er flere personer med dette navn, se Michael Madsen.
Michael Søren Madsen (født 25. september 1957 i Chicago, Illinois, død 3. juli 2025 ) var en amerikansk skuespiller, formentligt bedst kendt for at spille "Budd" i Kill Bill 1 + 2 og "Mr. Blonde" i Reservoir Dogs.

## Biografi

### Tidlige liv
Madsen var søn af Cal Madsen (en brandmand af dansk afstamning) og Elaine (en prisvindende producent og forfatter af irsk og indiansk afstamning); Madsens forældre blev skilt i 1968. Michael var bror til skuespillerinden Virginia Madsen.
Madsens skuespillerkarriere startede på Steppenwolf Theatre Company i Chicago, hvor han var lærling med John Malkovich som læremester.